# San José de Durán
San José de Durán är en ort i Mexiko.   Den ligger i kommunen León och delstaten Guanajuato, i den centrala delen av landet, 300 km nordväst om huvudstaden Mexico City. San José de Durán ligger 1 787 meter över havet och antalet invånare är 1 188.
Terrängen runt San José de Durán är huvudsakligen platt, men åt nordväst är den kuperad. Terrängen runt San José de Durán sluttar söderut. Runt San José de Durán är det mycket tätbefolkat, med 1 313 invånare per kvadratkilometer. Närmaste större samhälle är León de los Aldama, 7,3 km norr om San José de Durán. Omgivningarna runt San José de Durán är en mosaik av jordbruksmark och naturlig växtlighet.